# Le Chien-ying
Le Chien-ying (kinesiska:雷千瑩), född 17 april 1990 i Taiwan, är en taiwanesisk bågskytt. Hon tog en bronsmedalj i lagtävlingen vid de olympiska bågskyttetävlingarna 2016 i Rio de Janeiro.